# TDCi
TDCi (ang. Turbo Diesel Common Rail Injection) − zastrzeżony znak towarowy koncernu Ford Motor Company; dieslowska wysokoprężna turbodoładowana jednostka silnikowa, zasilana bezpośrednim wtryskiem do komory spalania (common rail), stosowana w samochodach należących do Koncernu Forda. 